# Marta Tagliaferro
Marta Tagliaferro (* 4. November 1989 in Noventa Vicentina) ist eine ehemalige italienische Radsportlerin.

## Sportliche Laufbahn
2007 wurde Marta Tagliaferro italienische Junioren-Meisterin im Straßenrennen und errang Bronze bei den Juniorinnen-Bahneuropameisterschaften im Punktefahren, zudem wurde sie nationale Junioren-Meisterin in Punktefahren und Scratch. Im Jahr darauf unterschrieb sie ihren ersten Vertrag bei einem UCI Women’s Team.
In den folgenden Jahren feierte Tagliaferro ihre größten Erfolge nicht im Straßenradsport, sondern auf der Bahn. 2010 wurde sie Vize-Europameisterin der U23 im Punktefahren, 2013 zweifache italienische Meisterin im Omnium und mit Beatrice Bartelloni, Elena Cecchini und Tatiana Guderzo in der Mannschaftsverfolgung. Diesen Erfolg wiederholten die vier Frauen im Jahr darauf.
2016 entschied Marta Tagliaferro jeweils eine Etappe bei der Tour de San Luis und bei Gracia Orlová für sich. 2019 gewann sie den Omloop van de IJsseldelta und eine Etappe der Tour de Feminin – O cenu Českého Švýcarska. Ende der Saison 2020 beendete sie ihre aktive Radsportlaufbahn.

## Erfolge

### Straße
2007
- Italienische Junioren-Meisterin – Straßenrennen

2016
- eine Etappe Tour de San Luis
- eine Etappe Gracia Orlová

2019
- Omloop van de IJsseldelta
- eine Etappe Tour de Feminin – O cenu Českého Švýcarska

### Bahn
2007
- Juniorinnen-Europameisterschaft – Punktefahren
- Italienische Junioren-Meisterin – Punktefahren, Scratch

2013
- Italienische Meisterin – Omnium, Mannschaftsverfolgung (mit Beatrice Bartelloni, Elena Cecchini und Tatiana Guderzo)

2014
- Italienische Meisterin – Mannschaftsverfolgung (mit Beatrice Bartelloni, Elena Cecchini und Tatiana Guderzo )

## Teams
- 2008 Titanedi-Frezza-Acca Due O
- 2009 Gauss Rdz Ormu-Colnago
- 2010 Top Girls Fassa Bortolo Raxy Line
- 2011 SC MCipollini Giambenini
- 2012 MCipollini Giambenini
- 2013 MCipollini Giordana
- 2014 Alé Cipollini
- 2015 Alé Cipollini
- 2016 Alé Cipollini
- 2017 Cylance Cycling
- 2018 Cylance Cycling
- 2019 Hitec Products-Birk Sport
- 2020 Hitec Products-Birk Sport